# Solar2D
Solar2D (до 2020 года — «Corona SDK») — бесплатный фреймворк с открытым исходным кодом для создания игр и приложений, разработанный компанией Corona Labs Inc. Solar2D позволяет создавать мобильные 2D-приложения для различных платформ без необходимости вносить изменения в код под каждую платформу. Заявлена поддержка таких платформ, как Android, iOS, Kindle, macOS, Windows, Linux. Предусмотрена сборка веб-приложений (HTML5).
Solar2D использует язык Lua для реализации логики приложений. Помимо этого разработчики предоставляют возможность обращаться к нативным библиотекам или API.

## Основные возможности
- Возможность разработки для мобильных и десктопных платформ;
- Поддержка физического движка Box2D и системы частиц;
- Возможность разработки и установки дополнительных плагинов, расширяющих функциональность движка[2];
- Эмуляция различных разрешений экрана и устройств;
- Работа с аудио, графикой, данными акселерометра, технологией GPS, криптографией, сетями, пользовательским вводом.